# Coenosia uniformis
Coenosia uniformis är en tvåvingeart som beskrevs av Malloch 1934. Coenosia uniformis ingår i släktet Coenosia och familjen husflugor. Inga underarter finns listade i Catalogue of Life.